# Vendvidéki direktórium
A Vendvidéki direktórium a Károlyi-kormány alatt szervezett polgári-közigazgatási szervezett a történelmi Vendvidéken (ma nagyobbrészt a Muravidék), amely a Szentgotthárdi, Muraszombati és Alsólendvai járás közigazgatását látta el. 1919 nyarán ez szerveződött a de facto Vendvidéki Köztársaság „kormányává.”

## A direktórium létrejötte és működése 1919 májusáig
A direktórium a területen 1919. január 3-án kezdte meg működését, miután a magyar erőknek sikerült visszavenniük Muraszombatot a horvát „önkéntes” hadseregtől, amit az még az előző decemberben szállt meg.
Március 21-i nappal létrejött a Magyar Tanácsköztársaság mely vidéken megalakította a maga hatalomgyakorló szerveit, s megszervezte a megyei, járási és egyéb területi direktóriumokat. A Vendvidéki direktórium ennek keretében fennmaradhatott, amely fölött a Szombathelyen működő Obál Béla nemzetiségi-biztos állt, aki a Károlyi-kormányban is működött. A korábbi munkás- és paraszttanácsok is átszerveződtek vezetőszervekké és igazságszolgáltatási rendszerként a forradalmi törvényszék lépett működésbe. A direktórium egyebek között a helyi, elsősorban katolikus sajtóra is rátette a kezét és kisajátította a Novine című lapot a maga hasznára, de csak egy számot tudott megjelentetni belőle.
Obál és a direktórium feladata volt, hogy megszervezzék a kommunista berendezkedést a területen és felszámolják a csempészetet, mert a háború jelentős károkat okozott a gazdaságban, ezért sokan nyúltak az illegális kivitelhez.

Bár Vas vármegyei székhelyű volt a direktórium, de hatalma a Zalához tartozó Alsólendvai járásra kiterjedt, de több megkötéssel. A zalai szervezetek nehezményezték, hogy a direktórium döntően vasi közreműködésű. Bár néhányan, így Obál egyik beosztottja, Tkálecz Vilmos népbiztos, aki zalai születésű volt, törekedett kivonni az Alsólendvai járást a zalaegerszegi központi vezetés fennhatósága alól.

### A direktórium összetétele
A direktórium alárendeltjének számított a Vendvidéki Munkás- és Paraszttanács, amelyre külön közigazgatási teendőket szabtak ki. A tagok között részben helyi szlovének voltak, részben magyarok és zsidók is.

A direktórium tagjai: Csernovits Sándor, Füleki József, Dr. Ritscher Samu. A munkástanács elnöke: Tóth Kálmán, alelnök: Csiszár Lajos, jegyző: Nagy Kálmán, tagjai: Boros Jenő, Pécsek Károly, Scheibner Aladár, Szukits István, Wachta József, Végh János. A paraszttanács elnöke: Horváth János, alelnöke: Kázár Imre, jegyzője: Czvetkó Lajos, tagjai: Barbarics Antal, Fliszár József, Krányecz János, Lanscsák Ferenc, Luthár János és Vörös József.

Az igazságszolgáltatást a direktórium alá tartozó járási forradalmi törvényszék alkotta, melynek elnöke Schöck Sámuel volt, bírái: Csiszár Lajos, Czipott István, a vádbiztos: Dr. Vatty György, jegyzője szintén Czvetkó.

A közelemzési bizottság tagjai voltak: Benkő József, Csernovits és Ruzsa Ferenc.

A lakásügyi bizottság tagjai: Német Ferenc, Ritscher és Sostarich Elek.
A sajtó tevékenységében Pusztai József író is kivette a részét, aki azonban hivatalosan nem volt a direktórium tagja.
A tagok alá több beosztott is tartozott, köztük Tkálecz is. Tkálecz ellenben egyáltalán nem hajtotta végre sem a direktórium, sem a központi vezetés által kirótt feladatokat. A rendeleteket áthágva igen kétes üzletekbe fogott, méghozzá csempészet Ausztriába először csak túlkínálati termékeket, majd később már létfontosságú anyagokat, mint élőállatot és gabonát, ami rontotta a lakosság élelmiszer-ellátását.

A kommunisták nem sokáig tűrték ténykedését és mikor már érezhető volt, hogy felelősségre vonják, nyomban lépésre szánta el magát bizalmasaival, majd minden előzetes tájékoztatás és alapos felkészülés nélkül kikiáltotta a Vendvidéki Köztársaságot. Sikerült is megnyernie a direktóriumi tagok közül sokat, akikből megszervezte kormányát, míg a többiek távoztak Muraszombatból. A köztársaságot aztán megdöntötte a Magyar Vörös Hadsereg.

## A direktórium megszűnése
A tanácsköztársaság bukása után a direktórium még egy ideig fennállt, de nem volt ténylegesen semmi hatalma a térségben. Augusztus 12-én a szerb-horvát hadsereg elfoglalta a Muramentét Szentgotthárd kivételével, s a közigazgatást átszervezte. A régi vezetők némelyike magyar területre menekült, mások együttműködtek a megszállókkal.

## Külső hivatkozás
- Források a Muravidék Történetéhez (Viri za zgodovino Prekmurja) 2. kötet, Szerkesztette: Mayer László és Molnár András, Szlovén fordítás: Magda Berden, Szombathely-Zalaegerszeg 2008. ISBN 978-963-7227-19-6
- Julij Titl: Murska Republika 1919, Pomurska Založba Murska Sobota 1970.
- Göncz László: A Muravidék, 1919